# Aly Hussein
Aly Hussein (* 25. März 2000 in Kairo) ist ein ägyptischer Squashspieler.

## Karriere
Aly Hussein spielte erstmals 2018 auf der PSA World Tour und gewann auf dieser bislang drei Titel. Seine höchste Platzierung in der Weltrangliste erreichte er mit Rang 57 am 12. Februar 2024. Dank seines ersten Titelgewinns im Juni 2021 in Odense, das gleichzeitig als Qualifikationsturnier zählte, nahm er an der Weltmeisterschaft 2020/21 teil.
Hussein absolvierte seine Schulausbildung in den Vereinigten Staaten und spielte bereits auf der High School Squash. Danach begann er ein Studium an der University of Virginia, für deren Virginia Cavaliers er im College Squash aktiv ist.

## Erfolge
- Gewonnene PSA-Titel: 3